# Aero A.10
Die Aero A.10 war das erste Flugzeug der tschechischen Firma Aero Továrna Letadel Dr. Kabeš aus Prag, das die Serienreife erreichte.

## Geschichte
Im Jahr 1921 erarbeitete das tschechoslowakische Ministerium für öffentliche Arbeit zusammen mit der Luftfahrtindustrie des Landes Richtlinien für den Bau eines Verkehrsflugzeuges, das auf den Strecken von Prag nach Berlin und Wien  eingesetzt werden sollte. Besonderes Augenmerk wurde auf die Beriebssicherheit gelegt. Aero erarbeitete daraufhin das Konzept der „Flug-Limousine“ A.10. Sie war ein sechssitziger Doppeldecker, der von Anfang an als ziviles Transportflugzeug konzipiert war und als solches auch zum Einsatz kam. Die Entwicklungsarbeiten begannen noch 1921 unter der Leitung von Rudolf Blaser, einem früheren Konstrukteur der Firma Gotha. Seinen Erstflug absolvierte der Prototyp am 3. Januar 1922. Der Aufbau der Maschine bestand überwiegend aus Holz mit Stoffbespannung. Die obere Tragfläche hatte Querruder mit großen Ausgleichsflächen und wurde mit N-Streben gegen die Rumpfoberseite abgestützt. In ihrem Mittelstück war der Kraftstoffbehälter als Falltank untergebracht. Die Verspannung mit der unteren Tragfläche erfolgte über zwei Paar Stiele. Der tiefliegende Rumpf bot Platz für drei bis fünf Passagiere und ein Gepäckabteil mit den Maßen 180 × 90 × 60 cm im hinteren Rumpf. Der Pilot und sein Begleiter saßen nebeneinander in einem offenen Cockpit über dem Gepäckabteil und hinter der Fluggastkabine. Jeweils drei Fenster auf beiden Seiten des Rumpfes (dies trifft auf die ersten beiden Maschinen zu, die folgenden besaßen vier Fenster je Rumpfseite) boten den Passagieren Licht, aber eine eingeschränkte Sicht nach außen, da sie sich im Bereich der unteren Tragfläche befanden. Als Antrieb diente ein Sechszylinder-Reihenmotor von Maybach, der Mb IVa. Von diesem Triebwerk befanden sich etliche Exemplare in der Tschechoslowakei, nachdem die Österreicher das Land nach dem Ersten Weltkrieg verlassen hatten.
Insgesamt wurden fünf Flugzeuge produziert, ein Prototyp und vier Serienflugzeuge. Sie kamen bei der tschechoslowakischen Fluggesellschaft ČSA ab 1923 auf der Strecke Prag–Bratislava zum Einsatz.
Im Dezember 1922 erreichte Aeros Chefpilot Novák mit einer A.10 mit 500 kg Nutzlast eine Höhe von 5800 m, was damals einen Rekord darstellte.

## Technische Daten

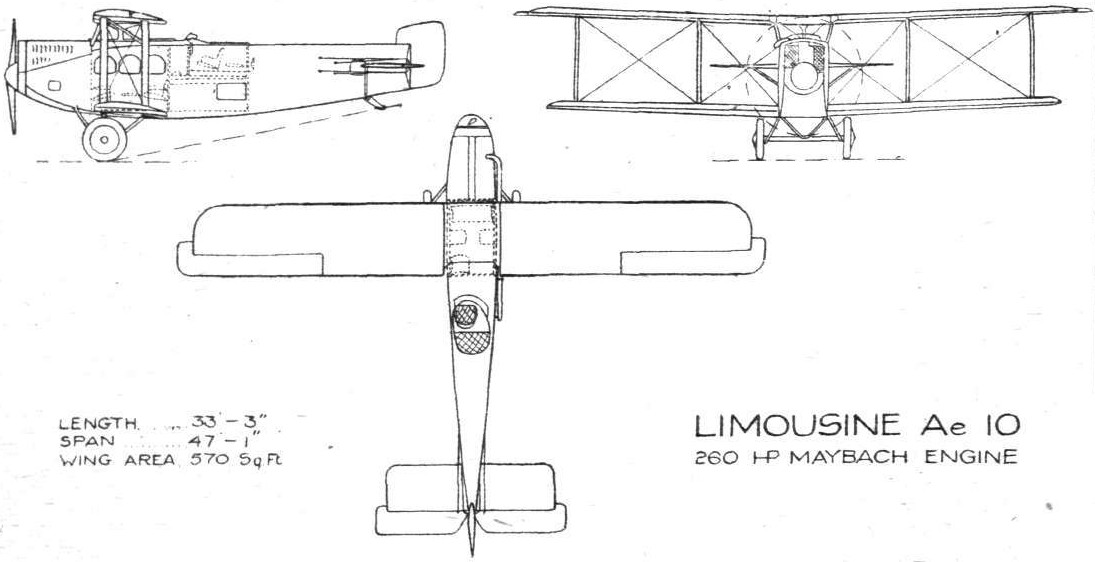
Dreiseitenriss

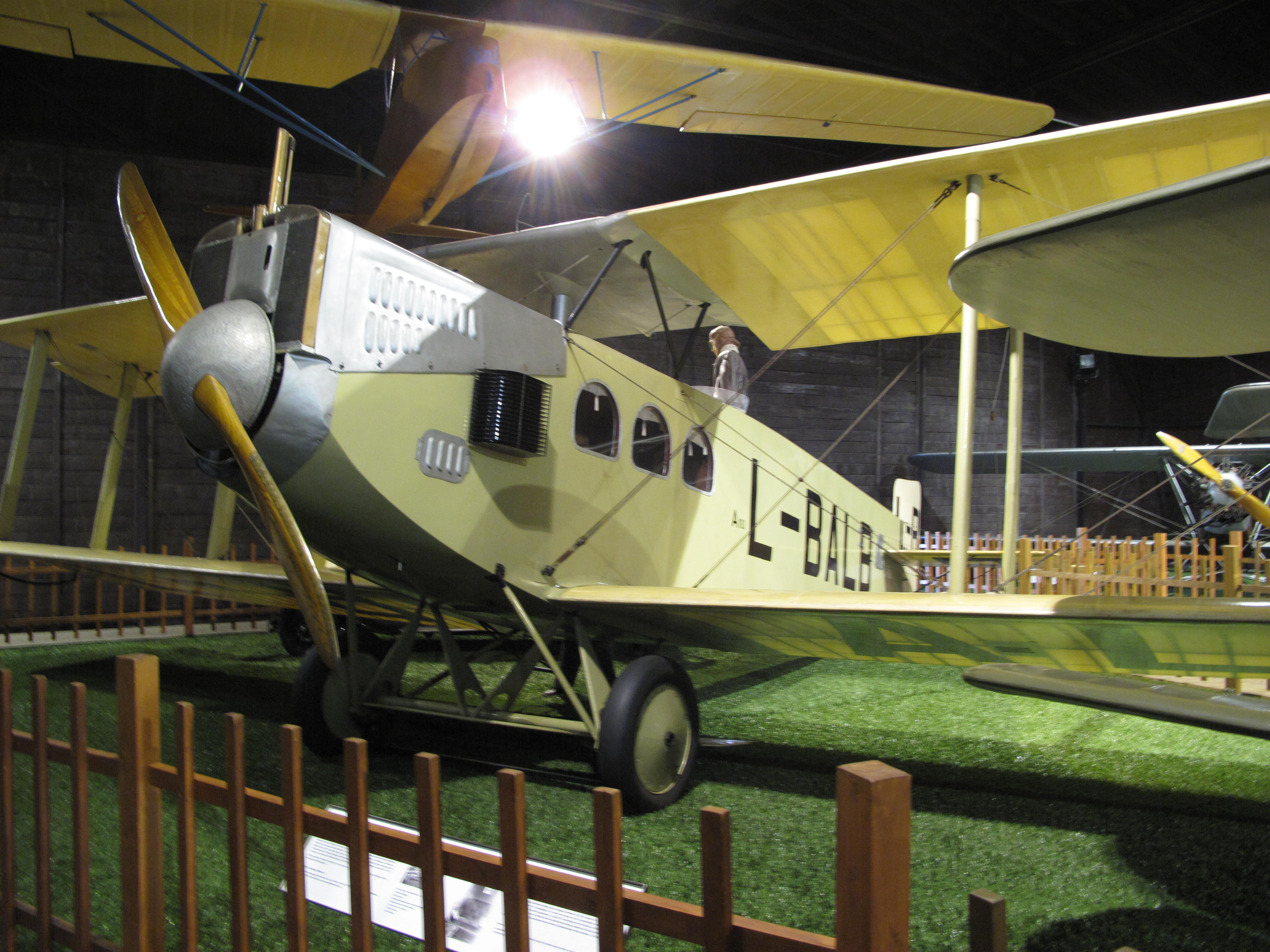
A.10 im Luftfahrtmuseum Kbely

| Besatzung                 | 2                                                                                        |
| Passagiere                | 3–5                                                                                      |
| Länge                     | 10,14 m                                                                                  |
| Spannweite                | 14,17 m                                                                                  |
| Flügelfläche              | 49,0 m²                                                                                  |
| Flächenbelastung          | 44,4 kg/m²                                                                               |
| Leermasse                 | 1472 kg                                                                                  |
| Startmasse                | 2260 kg                                                                                  |
| Antrieb                   | ein Maybach Mb IVa mit 260 PS (191 kW) mit starrer Zweiblatt-Holzluftschraube (Ø 3,20 m) |
| Höchstgeschwindigkeit     | 160 km/h                                                                                 |
| Reisegeschwindigkeit      | 130 km/h                                                                                 |
| Steigzeit auf 1000 m Höhe | 7,4 min                                                                                  |
| Dienstgipfelhöhe          | 5800 m                                                                                   |
| Reichweite                | 520 km                                                                                   |
| Flugdauer                 | 4 h                                                                                      |